# Foca-de-bandas
A foca-de-bandas (Histriophoca fasciata) é uma espécie de foca, a única do género  Histriophoca, que habita no Pacífico Norte e nas regiões adjacentes do Oceano Ártico, nomeadamente no mar de Bering e no Mar de Ocótsqui.

## Fisiologia
As focas-de-bandas adultas são negras, com quatro marcas brancas: uma à volta do pescoço, uma à volta da cauda e uma em cada lado do corpo. Têm até 1,75 m de comprimento e pesam até 90 kg.  Esta espécie, ao contrário dos restantes pinípedes, não tem lobos nos pulmões, tendo pelo contrário, sacos de ar que ajudam à flutuabilidade e produção de sons.